# Hildegard Zimmermann
Hildegard Zimmermann (* 15. November 1890; † 15. November 1932 in Berlin) war eine deutsche Kunsthistorikerin.

## Leben und Werk
Hildegard Zimmermann war die Nichte des Archivars Paul Zimmermann. Von 1911 bis 1914 arbeitete sie privat an verschiedenen Sammlungen, von 1918 bis 1920 als wissenschaftliche Hilfsarbeiterin am Westfälischen Landesmuseum in Münster bei Max Geisberg. Sie lebte in Braunschweig.
Sie publizierte zahlreiche Beiträge zu ihrem Spezialgebiet, der deutschen Buchillustration des 16. Jahrhunderts.

## Veröffentlichungen (Auswahl)
- Hans Burgkmair des Älteren Holzschnittfolge zur Genealogie Kaiser Maximilians I. In: Jahrbuch der Königlich Preußischen Kunstsammlungen 36, 1915, S. 39–64.
- Katalog der erhaltenen Probedrucke zu Hans Burgmair des Älteren Holzschnittfolge zur Genealogie Kaiser Maximilians I. In: Jahrbuch der Preußischen Kunstsammlungen. 36, 1915, Beiheft S. 1–20.
- Beiträge zur Bibelillustration des 16. Jahrhunderts (Illustrationen und Illustratoren des ersten Luther-Testaments und der Oktav-Ausgaben des Neuen Testaments in Mittel-, Nord- und Westdeutschland) (= Studien zur deutschen Kunstgeschichte. 226). Heitz, Straßburg 1924 (Nachdruck Koerner, Baden-Baden 1973, ISBN 3-87320-226-3).
- mit Heinrich Mack und Karl Steinacker: Die Ansicht der Stadt Braunschweig aus dem Jahre 1547. Nach dem Holzschnitte von P. S. Schmidt, München 1927. (Digitalisat)
- Lukas Cranach d. Ä. Folgen der Wittenberger Heiligtümer und die Illustrationen des Rhau'schen Hortulus animae (= Schriften der Gesellschaft der Freunde der Universität Halle-Wittenberg. 1). Gebauer-Schwetschke, Halle 1929.
- Die Bildausstattung der sogen[annten] Reformatoren-Bibel der Landesbibliothek zu Dresden. In: Lutherjahrbuch. 11, 1929, S. 134–148.
- Ein Sammelband mit Drucken des Leipziger Valentin Bapst und die Holzschnitt-Folgen des Monogrammistsen H in A. In: Zentralblatt für Bibliothekswesen, Jg. 48, 1931, S. 217–220.
- Bastian Palm, der Meister des Wittenberger Feldlagers von 1547. In: Nordisk tidskrift för bok- och biblioteksväsen. 19, 1932, S. 107–110 (Digitalisat).
- Armenbibel (Biblia pauperum, Biblia picta). In: Reallexikon zur deutschen Kunstgeschichte Band 1, 1937, Sp. 1072–1084 (Digitalisat).